# Robert Hussey
Robert Hussey (1801-1856) fue un eclesiástico y académico inglés, profesor de historia eclesiástica en Oxford.

## Vida
Nacido el 7 de octubre de 1801, Robert Hussey fue el cuarto hijo de William Hussey, rector de Sandhurst, cerca de Hawkhurst en Kent. Después de asistir por un tiempo a la escuela secundaria de Rochester, en 1814 fue enviado a la Westminster School, donde en 1816 se convirtió en un becario del rey, y en 1821 fue elegido para estudiar en Christ Church, Oxford. Allí residiría el resto de su vida. Obtuvo una calificación de primera clase doble en el examen de B.A. en Michaelmas 1824, y se graduó como M.A. en 1827 y B.D. en 1837.
Después de pasar algunos años en tutorías privadas, Hussey fue nombrado uno de los tutores del colegio, cargo que ocupó hasta que se convirtió en censor en 1835. Fue designado predicador selecto ante la universidad en 1831 y nuevamente en 1846. En 1836 fue proctor, año en el que también fue candidato sin éxito al puesto de director de la Harrow School. En 1838 fue nombrado examinador de clásicos en Oxford, y de 1841 a 1843 fue uno de los predicadores de la Capilla Real de Whitehall.
En 1842, Hussey renunció a sus deberes universitarios tras su nombramiento como profesor regio de historia eclesiástica, cargo recién creado. En ese momento, la canonjía de Christ Church que se asociaba al puesto de profesor no estaba vacante, por lo que la universidad le pagaba un salario. En 1845, el decano y el cabildo de Christ Church presentaron a Hussey para el cargo perpetuo de vicario de Binsey. Posteriormente, fue nombrado decano rural por el obispo Samuel Wilberforce y fue elegido uno de los proctores en la convocación para la diócesis de Oxford.
En 1854, cuando se nombró el nuevo consejo hebdomadal, Hussey fue elegido como uno de los miembros profesorales. Falleció repentinamente el 2 de diciembre de 1856 a causa de una enfermedad cardíaca. Dejó en herencia al decano y al cabildo de Christ Church las obras de historia eclesiástica y teología patrística de su biblioteca, para ser utilizadas por sus sucesores en la cátedra.

## Trabajos
Para beneficio de sus estudiantes, Hussey editó las historias de Sócrates de Constantinopla (1844), Evagrio Escolástico (1844), Beda (1846) y Sozomeno (3 volúmenes terminados después de su muerte, 1860). En un volumen de Sermons, mostly Academical (Oxford, 1849), publicó un prefacio que contenía una refutación de la teoría basada en los fragmentos siríacos de tres de las epístolas de San Ignacio, descubiertos y publicados recientemente por William Cureton. Su conclusión, posteriormente generalmente adoptada, fue que estos fragmentos de las epístolas de Ignacio solo contienen ciertos extractos de las epístolas y no el texto completo. En 1851, en el momento de Universalis Ecclesiae, publicó un manual sobre El surgimiento del poder papal trazado en tres conferencias (reeditado, con adiciones, en 1863).
Hussey se oponía al Movimiento de Oxford pero no era partidista. En febrero de 1845, publicó un folleto titulado "Reasons for Voting upon the Third Question to be proposed in Convocation on the 13th inst.", en el cual argumentó la falta de razón en la propuesta de condenar por segunda vez al Tract 90, cuatro años después de su primera aparición. También escribió un ensayo titulado "Sobre los antiguos pesos y medidas de dinero y las medidas líquidas romanas y griegas; con un apéndice sobre el pie romano y griego", Oxford, 1836, basado en el examen de monedas antiguas.

## Familia
Hussey se casó con Elizabeth Ley, hermana de su amigo y contemporáneo en Christ Church, el reverendo Jacob Ley. Ella le sobrevivió junto con una hija. Su hermana mayor, Charlotte Sutherland, donó en 1837 a la Biblioteca Bodleiana una gran colección de grabados y dibujos históricos.